# サッカーカナリア諸島代表
サッカーカナリア諸島代表（サッカーカナリアしょとうだいひょう、英: Canary Islands autonomous football team）は、スペイン領の群島であるカナリア諸島におけるサッカーの選抜チームである。スペインサッカー連盟によって結成されたスペインの一地方の選抜チームであり、欧州サッカー連盟 (UEFA) 及びアフリカサッカー連盟 (CAF) 、国際サッカー連盟 (FIFA) に加盟していないため、UEFA欧州選手権やアフリカネイションズカップ、FIFAワールドカップなどの国際大会への出場資格はない。
チームの歴史は古く、1925年に結成された。1925年にはバレンシアCFとエスタディオ・デ・メスタージャで2試合行い、1-1，3-0と1勝1分けの成績を残した。1952年にはエスタディオ・チャマルティンで、CAサン・ロレンソ・デ・アルマグロ（アルゼンチン）を招いて試合を行い、4-2で勝利している。1996年になって初の国際試合をベネズエラと行い、5-1で勝利を収めた。

## 親善試合の結果（1996年以降）
| 日付           | 場所           | 対戦チーム          | スコア |
| -------------- | -------------- | ------------------- | ------ |
| 1996年2月6日   | ラス・パルマス | ベネズエラ          | 5-1    |
| 1998年12月22日 | ラス・パルマス | ラトビア            | 4-0    |
| 1999年12月21日 | テネリフェ     | ユーゴスラビア      | 2-2    |
| 2002年5月17日  | ラス・パルマス | ベネズエラ          | 0-2    |
| 2007年12月29日 | ラス・パルマス | アンゴラ            | 2-0    |
| 2014年2月7日   | ラス・パルマス | アメリカ合衆国 U-18 | 3-2    |
| 2016年2月8日   | ラス・パルマス | アメリカ合衆国 U-19 | 1-0    |

## 選手
2007年12月29日、アンゴラ戦招集メンバー
| Pos | 選手                   | 所属                           |
| --- | ---------------------- | ------------------------------ |
| GK  | ハビ・オルテガ         | ビジャ・デ・サンタ・ブリーヒダ |
| GK  | イオネ・プガ           | マヨルカB                      |
| GK  | モイセス・トルヒージョ | サン・イシドロ                 |
| DF  | アンヘル・ロペス       | ビジャレアル                   |
| DF  | ダビド・ガルシア       | ラス・パルマス                 |
| DF  | フアンマ               | ラス・パルマス                 |
| DF  | リカルド               | （当時所属チームなし）         |
| DF  | パブロ・シシリア       | テネリフェ                     |
| DF  | アイタミ               | デポルティーボ・ラ・コルーニャ |
| DF  | カルメロ               | スポルティング・デ・ヒホン     |
| MF  | アドリアン・マルティン | コンケンセ                     |
| MF  | ナウセット・アレマン   | レアル・バリャドリード         |
| MF  | カナリオ               | エスパニョールB                |
| MF  | ホナタン・セスマ       | コルドバ                       |
| MF  | アヨセ・ガルシア       | テネリフェ                     |
| MF  | ホルヘ・ラレーナ       | （当時所属チームなし）         |
| MF  | モモ                   | レアル・ベティス               |
| MF  | ダビド・シルバ         | マンチェスター・シティ         |
| FW  | ブラウリオ・ノブレガ   | レアル・サラゴサ               |
| FW  | クリスト・マレロ       | ラス・ソカス                   |
| FW  | ルベン・カストロ       | レアル・ベティス               |
| FW  | ペドロ・ベガ           | ポリ・エヒド                   |
| FW  | イオネ・ヒメネス       | オサスナ                       |

## 関連文献
- “La Selección Canaria de fútbol”.   Historia del Futbol Canario. 2014年2月12日閲覧。